# Barsieb

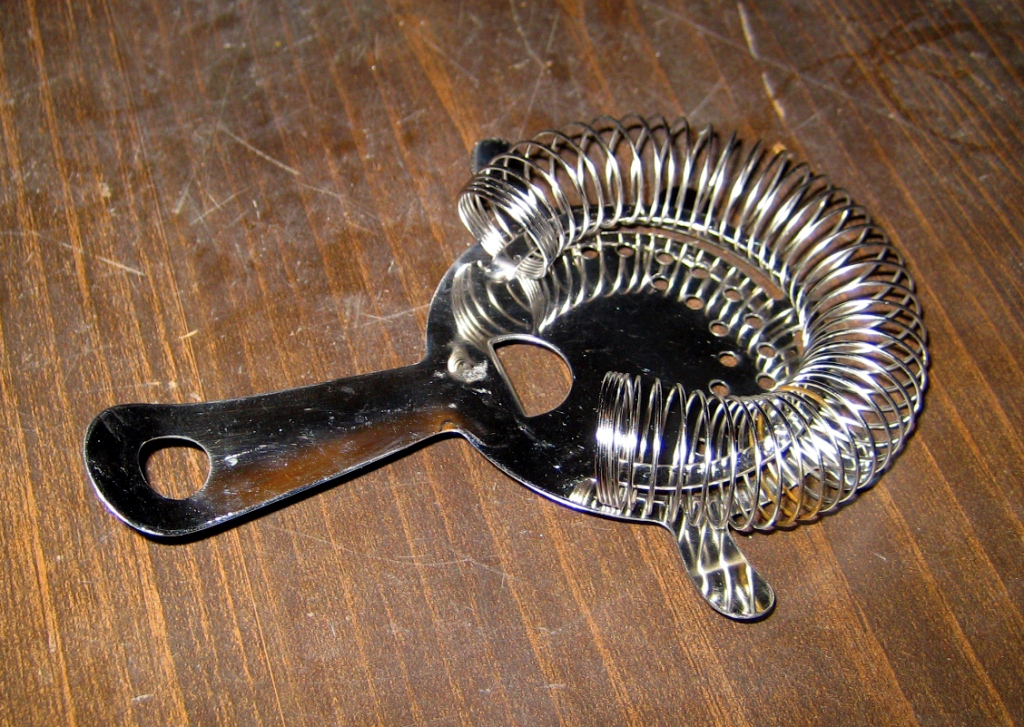
Barsieb (Hawthorne Strainer)

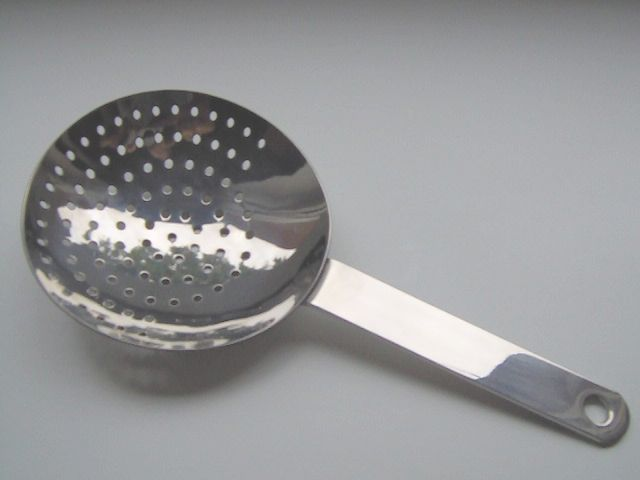
Barsieb (Julep Strainer)

Ein Barsieb (engl. Strainer, selten Abseiher) ist ein Barwerkzeug aus Metall für die Zubereitung von Cocktails. Es dient dazu, beim Ausgießen (Abseihen) der fertig gemixten Flüssigkeit in das Cocktailglas die zum Schütteln oder Rühren verwendeten Eiswürfel und ggf. Fruchtstückchen im Cocktail-Shaker bzw. Rührglas zurückzuhalten.

## Verschiedene Grundtypen
Weit verbreitet ist der Hawthorne Strainer, an dessen Rand sich eine flexible Spirale aus Draht exakt an die Öffnung des Shakers anpasst. Einfacher und älter ist der Julep Strainer. Dabei handelt es sich um einen großen, runden Löffel mit kleinen Löchern. Solche Sieblöffel werden beim Abseihen nicht vor oder über den Shaker, sondern mit der gewölbten Seite nach unten in den Shaker hinein gehalten.
In dreiteiligen Cobbler Shakern ist ein Sieb bereits integriert: Der Drink wird durch Löcher im verschließbaren Deckel abgeseiht, so dass kein zusätzliches Barsieb benötigt wird. Beim doppelt Abseihen (engl. double strain oder finestrain) wird indes zusätzlich zum Strainer noch ein gewöhnliches Haushalts- oder Teesieb verwendet, um selbst kleinste Fruchtstückchen, Gewürze, Kräuter oder Eissplitter zurückzuhalten. Auch dieses kann bei Verwendung an der Bar als Barsieb bezeichnet werden.

## Geschichte

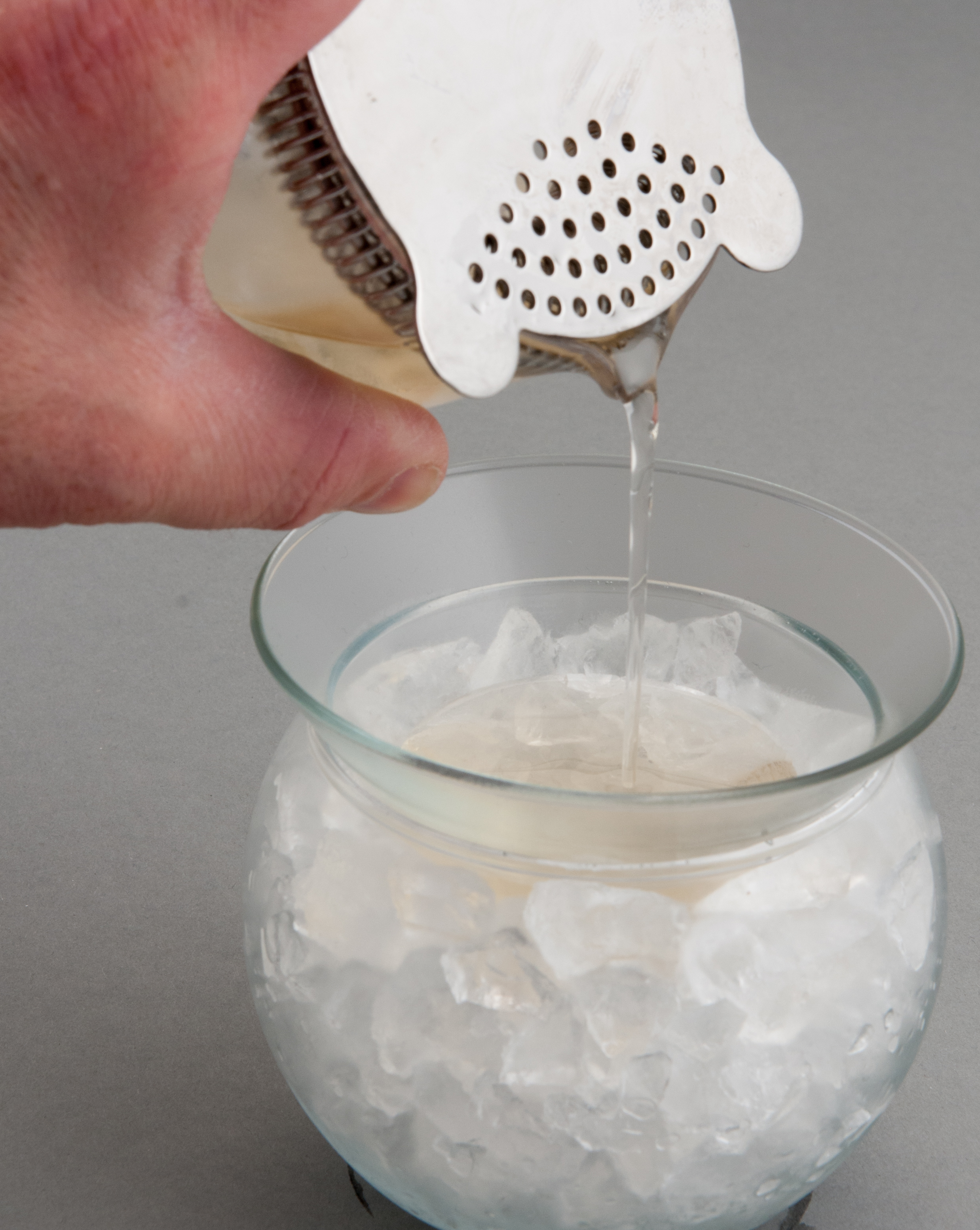
Abseihen eines Drinks durch ein Barsieb

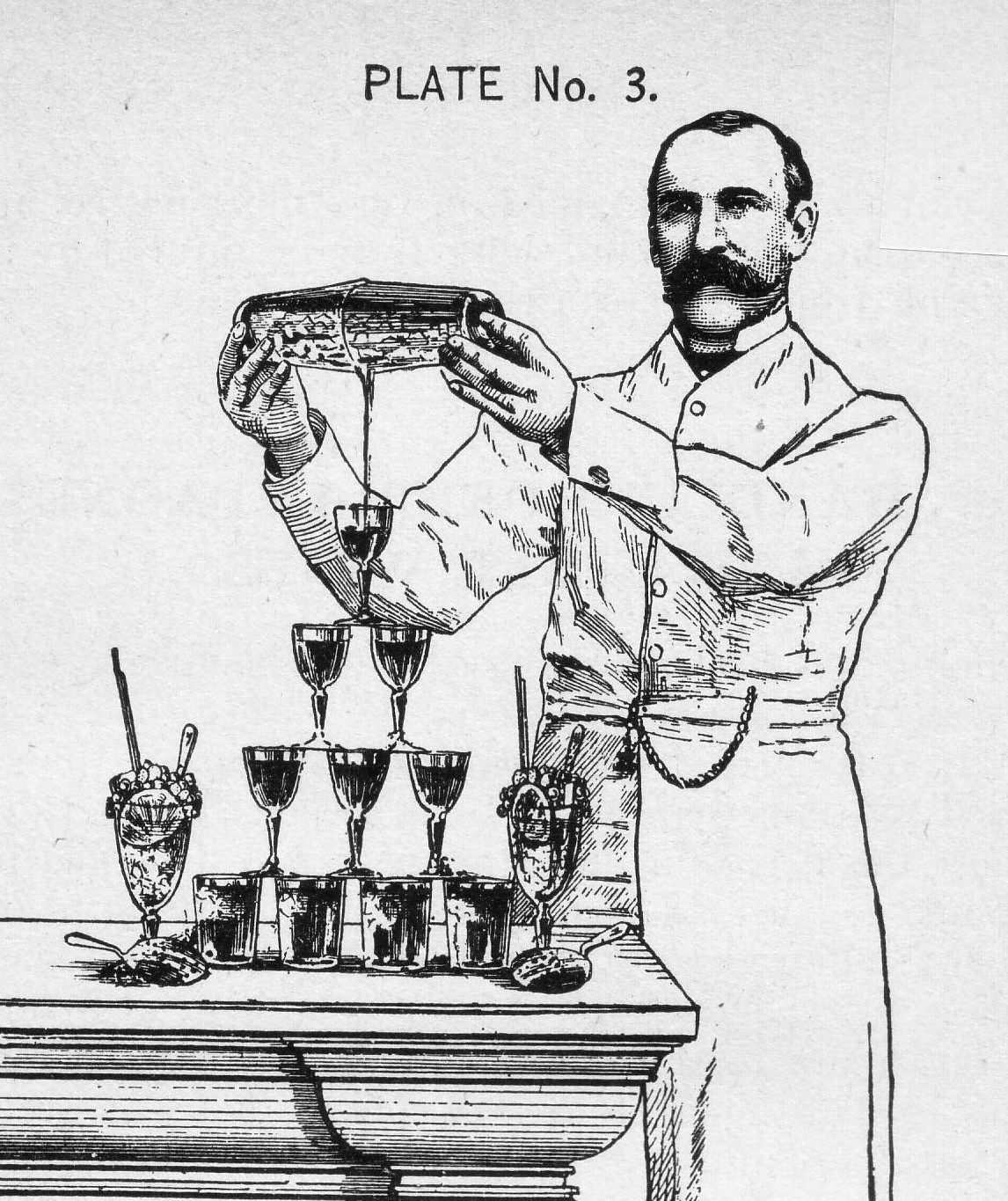
Abseihen von Cocktails ohne Barsieb (Illustration aus Harry Johnson’s Bartender’s Manual, 1888)

Die Verwendung von Barsieben bei der Zubereitung von Mixgetränken etablierte sich gegen Ende des 19. Jahrhunderts, also zu einer Zeit, als in den Vereinigten Staaten bereits das Goldene Zeitalter der Cocktails angebrochen war und sich die American Bar auch in Europa zunehmender Beliebtheit erfreute. Eis war inzwischen längst gut verfügbar und zu einer unverzichtbaren Zutat von Cocktails und anderen Mixgetränken geworden. Zunächst – ungefähr ab Mitte des 19. Jahrhunderts  – wurden jedoch nur Julep Strainer verwendet, also große, kurzstielige Löffel mit Löchern. Ähnliche Speziallöffel gab es schon im 17. und 18. Jahrhundert, zum Beispiel den französischen Saupoudreur mit etwas kleinerer Löffelmulde und längerem Stiel, mit dem man unter anderem Zucker über Speisen verteilte, oder das britische Löffelsieb Mote Spoon, mit dem man Fremdpartikel aus Suppen, später auch Tee fischen konnte. Es gab auch einen Tea Caddy, der wie ein verkleinerter Julep Strainer aussieht. Der Name Julep Strainer erinnert an den Mint Julep, ein im 19. Jahrhundert bereits verbreitetes Mixgetränk. Es wird zwar nicht abgeseiht, so dass man bei der Zubereitung kein Barsieb benötigt, allerdings wurde der gelöcherte Löffel dazu benutzt, beim Trinken das zerstoßene Eis und die Minze im Glas zurückzuhalten. Das Wort Julep war auch schon vor Beginn der Cocktail-Ära eine gängige Bezeichnung für Getränke, zum Beispiel kräftigende Flüssigkeiten mit teilweise medizinischer Wirkung, bei deren Zubereitung aus verschiedenen Zutaten sich ein Löffelsieb als praktisch erwiesen haben könnte. Das von Jerry Thomas verfasste erste Barbuch How to Mix Drinks von 1862 zeigt allerdings noch keine Strainer, auch der Barkeeper Harry Johnson soll 1869 noch abgeseiht haben, indem er zwei Mixgläser mit der Öffnung aneinanderhielt und das Getränk durch den Spalt dazwischen herausfließen ließ.

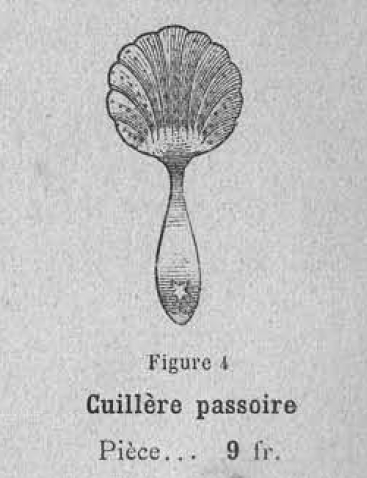
Julep Strainer, um 1900

Als Werkzeug zum Abseihen von Cocktails wird ein Julep Strainer erstmals in dem Cocktail- und Mixbuch Bariana von Louis Fouquet (1896) abgebildet und dort als Cuillère Passoire (etwa: Sieblöffel, Abseihlöffel) bezeichnet, in einem Katalog von Farrow & Jackson (1898) erschien er als Eislöffel, in Recipes of American and other iced Drinks von 1902 war er Eislöffel und Barsieb zugleich. Der muschelförmig ausgeprägte Löffel mit ausgestanztem Stern im Stiel wird auch Star Strainer genannt und wurde um 1890 von der Silbermanufaktur 1847 Rogers Bros. hergestellt, wobei die eingravierte Jahreszahl des Firmennamens nicht auf das Herstellungsjahr, sondern auf ein in jenem Jahr entwickeltes galvanisches Verfahren zur Oberflächenveredelung hinweist.
Für eine Weiterentwicklung des Julep Strainers, nämlich die umlaufende Metallspirale, ließ sich der Amerikaner Charles P. Lindley im Jahr 1889 ein Patent erteilen. Durch die Spirale konnte sich diese Barsiebe elastisch an den Rand des Mixgefäßes anschmiegen. Die Idee wurde in den Folgejahren weiter verbessert. Der heute übliche Name für solche Strainer mit Metallspirale, Hawthorne Strainer, wurde jedoch erst wesentlich später, um 1930, von der 1927 gegründeten britischen Firma Bonzer eingeführt, die den Begriff auf ihre Produkte prägte. Man nannte diesen Typ aber weiterhin einfach nur Strainer. Erst in einem Mixbuch von 1972 taucht der Begriff Hawthorne Strainer in der Literatur auf und etabliert sich im Zuge der Renaissance der Cocktail-Kultur Ende der 1990er Jahre als allgemeine Bezeichnung für diesen Typ und in Abgrenzung zum traditionellen Julep Strainer, der zur gleichen Zeit wieder in Mode kam.